# Park Narodowy Ankarana
Park Narodowy Ankarana – park narodowy położony w północnej części Madagaskaru, w regionie Diana. Zajmuje powierzchnię 18 225 ha.
Na terenie parku występują formacje skalne, zwane tsingy. Znajduje się tu także najdłuższa w Afryce sieć podziemnych jaskiń, w których można spotkać stalaktyty i stalagmity.
Obszar, na którym znajduje się park, jest zachodnim przedłużeniem kredowego masywu z jury środkowej, który wyłania się z bazaltowego płaskowyżu.

## Położenie
W pobliżu parku przebiega droga Route nationale 6. Na północ położony jest inny park narodowy – Montagne d'Ambre.

## Flora

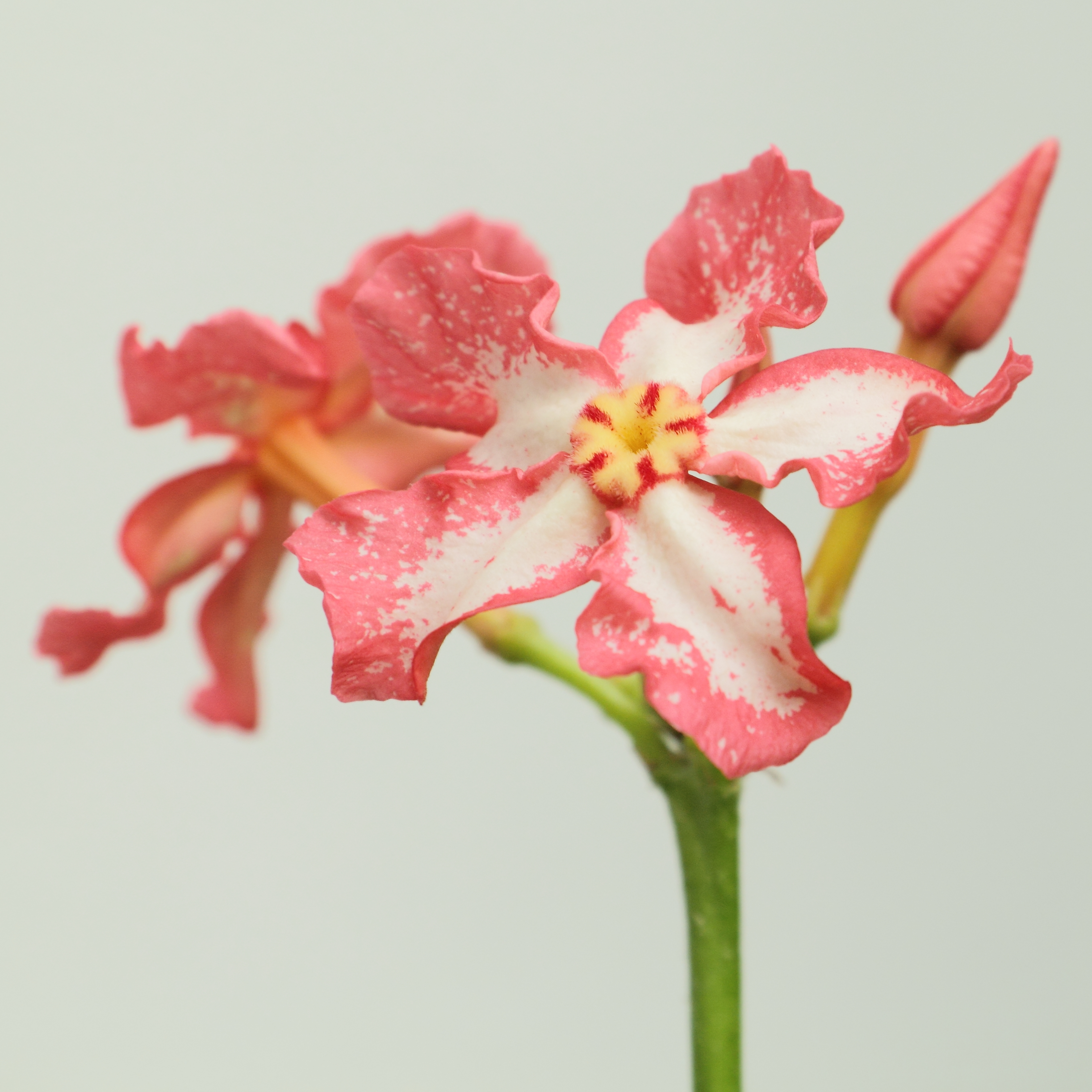
Kwiat Pachypodium baronii

Większość drzew liściastych jest wiecznie zielona. Wiele z nich kwitnie od września do listopada. Kilka gatunków jest endemicznych, takich jak Pachypodium baronii, Adansonia madagascarensis, Adansonia perrieri, Delonix velutina, czy Hildegardia erythosyphon.
Na terenie parku można zaobserwować kilka typów formacji roślinnych. Kserofity rosną na formacjach skalnych, zwanymi tsingy. Są to rośliny dobrze przystosowane do suszy. Rośnie tutaj między innymi gatunek Euphorbia ankarensis o czerwonych kwiatach.
Lasy, które porastają wąwozy, są bogatsze w różnorodność gatunków. Najbardziej typowe są baobaby, pandany oraz gatunki z rodziny morwowatych. Lasy te są wiecznie zielone, schowane w kanionach przed działaniem wiatru.
Można tu także zobaczyć sawannę drzewiastą, które porastają balsamowce oraz Hildegardie dorastające nawet do 20 m. Jest to często spotykana formacja roślinna w zachodniej części Madagaskaru.
W parku rosną też liana z gatunku Adenia lapiazicola. Ich kształt pozwala im gromadzić wodę w porze suchej. Najczęściej rośnie między skałami formacji skalnych tsingy.

## Fauna
W parku odnotowano 50 gatunków z 40 gadów i 10 płazów. Niektóre gatunki są endemiczne dla tego regionu, a niektóre z nich są sklasyfikowane wśród gatunków zagrożonych. Znaczna liczba z nich ma ograniczony zakres siedliska. Wśród herpetofauny możemy wyróżnić żabę Tsingymantis antitra (gatunek zagrożony), węże Boa madagascariensis (gatunek zagrożony), Alluaudina mocquardi, Heteroliodon lava (gatunek widziany tylko na terenie Parku Narodowego Ankarana).
W parku zaobserwowano także 96 gatunków ptaków, 50 gatunków mięczaków oraz 14 gatunków nietoperzy (połowa nietoperzy Madagaskaru mieszka w podziemnych jaskiniach tego parku). 
W parku żyje 11 gatunków lemurów. Można z nich wyróżnić gatunek Propithecus perrieri, który ostatnio widziano w parku w 1995 i 1996 roku. Tymczasem obecność Microcebus myoxinus nadal musi być potwierdzona. Dużo częściej widzianymi gatunkami są Eulemur coronatus oraz Eulemur sanfordi, które najczęściej żerują między godziną 3 a 5 nad ranem. Ponadto w parku można zaobserwować gekony, a wśród nich między innymi gatunek Uroplatus henkeli. Można też tu spotkać krokodyla nilowego. Z ptaków można wyróżnić ibisa białoskrzydłego.

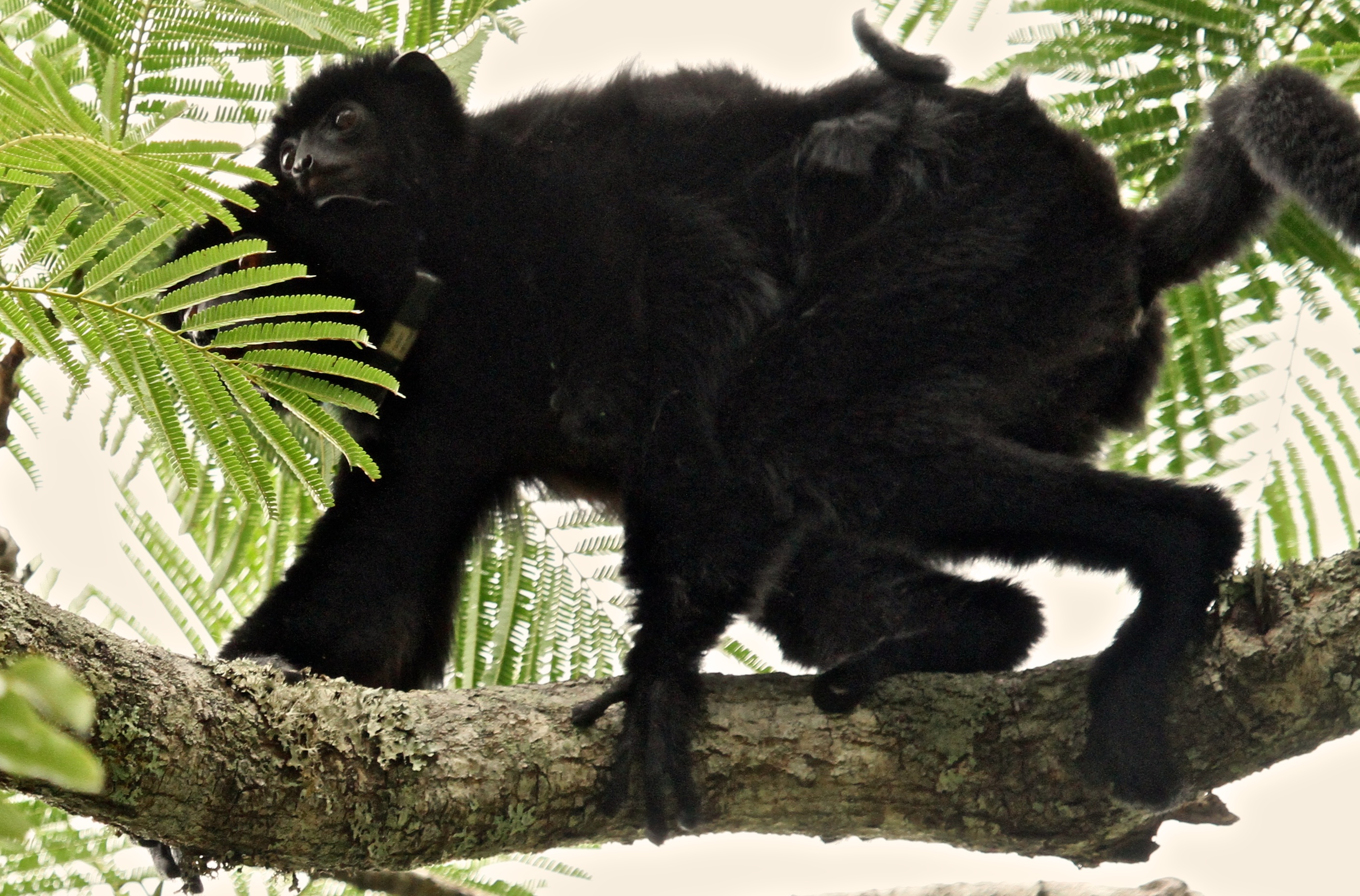
Propithecus perrieri
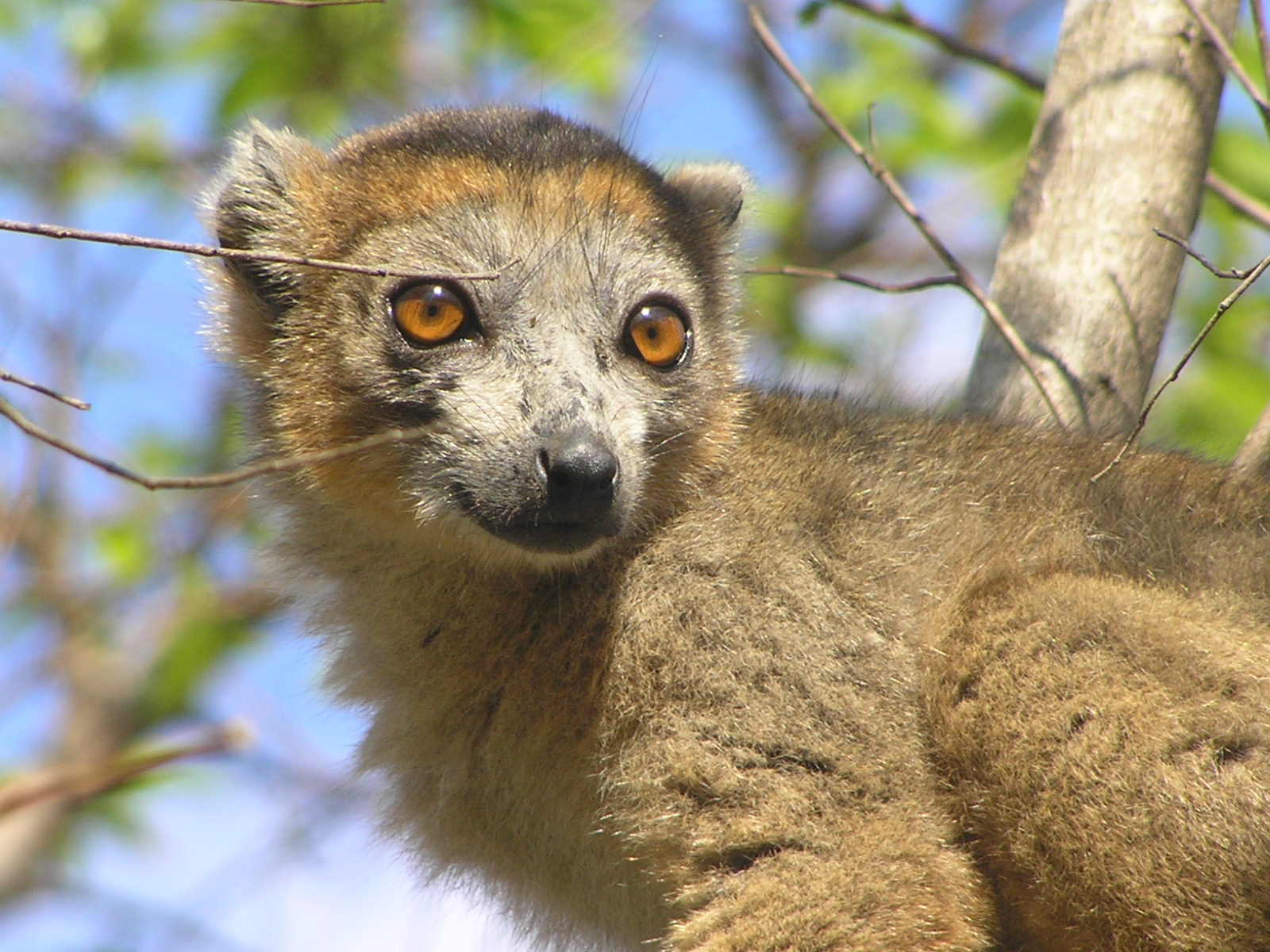
Eulemur coronatus
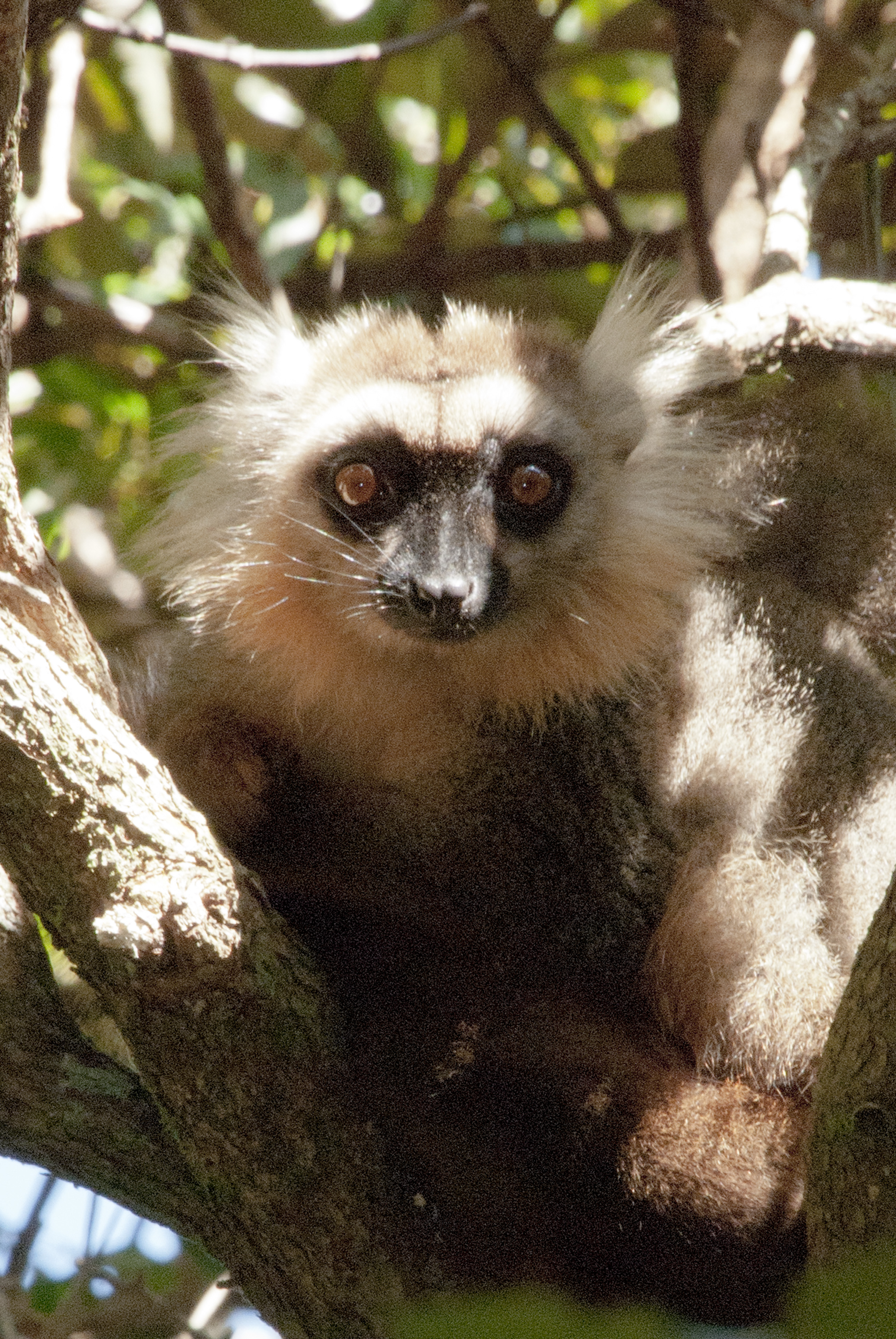
Eulemur sanfordi – osobnik męski
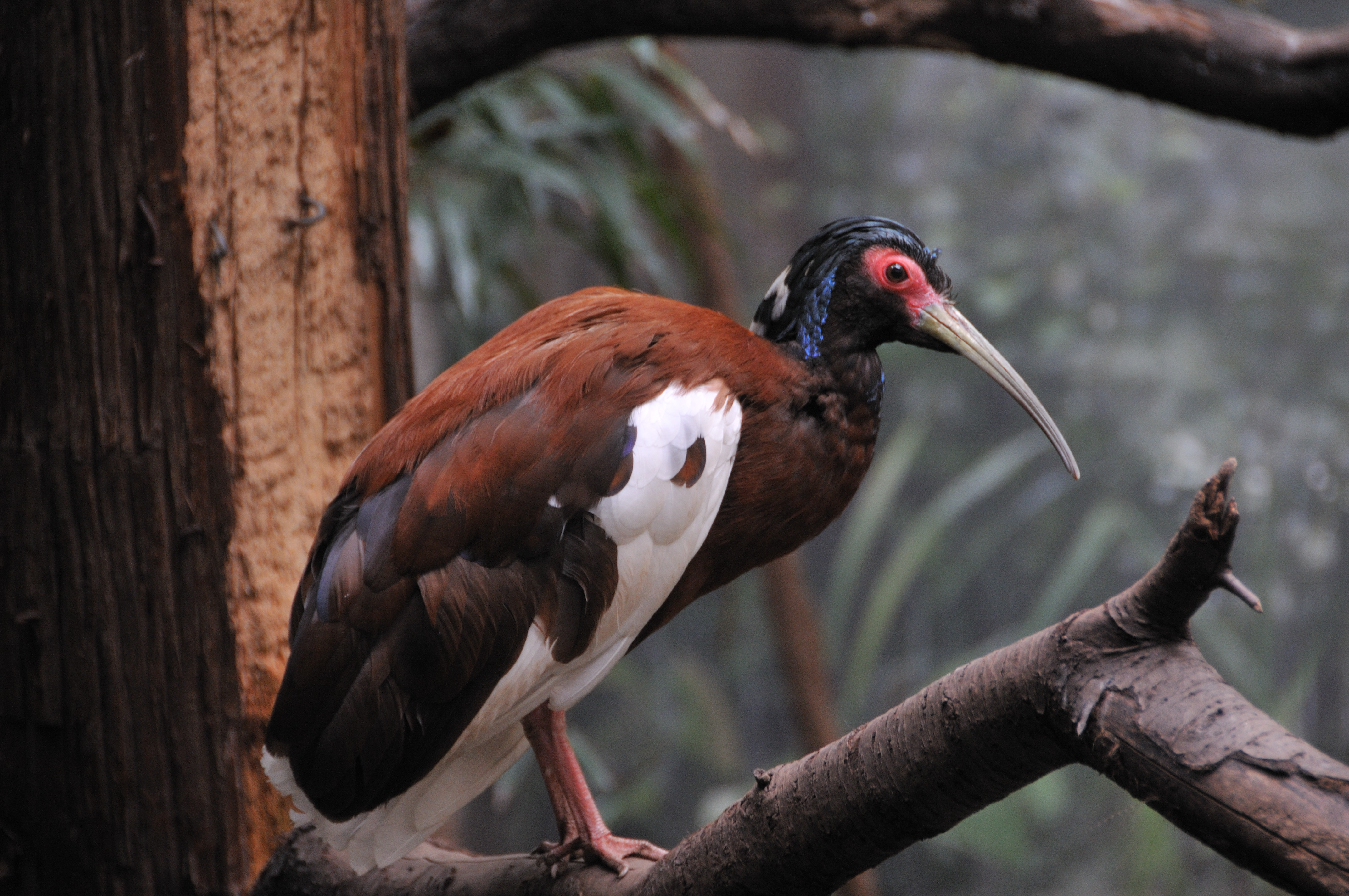
Ibis białoskrzydły